# OGLE-2006-BLG-109L
OGLE-2006-BLG-109L es una estrella en la constelación de Sagitario.
la estrella está circundada por un sistema planetario con al menos dos planetas: b, con una masa de aproximadamente 0.71 la de Júpiter y c con una masa de aproximadamente 0.27 la de Júpiter. Sus razones de masa, razones de distancia y temperaturas de equilibrio son similares a las observadas entre Júpiter y Saturno.
Ambos planetas fueron descubiertos simultáneamente utilizando la técnica de microlente gravitacional, en un esfuerzo común de Optical Gravitational Lensing Experiment, microFUN, MOA, PLANET y RoboNet, como fue anunciado el 14 de febrero de 2008.

## Sistema planetario
| Acompañante (En orden desde la estrella) | Masa (MJ)   | Período orbital (días) | Semieje mayor (UA) | Excentricidad |
| ---------------------------------------- | ----------- | ---------------------- | ------------------ | ------------- |
| b                                        | 0.71 ± 0.08 | 1825 ± 365             | 2.32 ± 0.23        | N/A           |
| c                                        | 0.27 ± 0.03 | 5100 ± 730             | 4.61 ± 0.37        | 0.11          |